# Nassim Ben Khalifa
Nassim Ben Khalifa (Prangins, Suiza, 13 de enero de 1992) es un futbolista suizo. Juega de centrocampista para el Avispa Fukuoka de la J1 League.

## Biografía
Nació en Prangins (un pequeño pueblo de unos 3000 habitantes del cantón de Vaud), que hace poco más de un año todavía se entrenaba en el centro de alto rendimiento de Lausana. Desde entonces, ha fichado por el  Grasshopper-Club Zürich.

## Trayectoria
Ben Khalifa debutó profesionalmente en el Grasshopper-Club Zürich el 7 de marzo de 2009 donde jugó los últimos 11 minutos contra el F. C. Sion. Logró marcar su primer gol el 19 de junio en su cuarto partido frente al propio F. C. Sion.
El 19 de febrero de 2010 firmó un contrato de cuatro años con el VfL Wolfsburg de la Bundesliga alemana y se unió a su nuevo club el 1 de julio de 2010.

## Selección nacional

### Selecciones juveniles
Nassim jugó para varias categorías juveniles de Suiza, la sub-15, sub-16 y sub-17. Con esta última logró jugar y ganar la Copa Mundial de Fútbol Sub-17 de 2009, teniendo una gran actuación. Luego de obtener este torneo comenzó a jugar para la categoría sub-18.

### Selección mayor
El 11 de mayo de 2010 el entrenador de la selección de Suiza, Ottmar Hitzfeld dio la lista preliminar para la Copa Mundial de Fútbol de 2010. Más tarde oficializó a los 23 jugadores para representar a Suiza en la cual Nassim se quedó afuera de la cita mundialista.

## Clubes
| Club                         | País     | Año       |
| ---------------------------- | -------- | --------- |
| Grasshoppers                 | Suiza    | 2009-2010 |
| VfL Wolfsburgo               | Alemania | 2010-2014 |
| 1. F. C. Núremberg (cedido)  | Alemania | 2011      |
| B. S. C. Young Boys (cedido) | Suiza    | 2011-2012 |
| Grasshoppers (cedido)        | Suiza    | 2012-2014 |
| Grasshoppers                 | Suiza    | 2014-2015 |
| Eskişehirspor                | Turquía  | 2015-2016 |
| K. V. Mechelen (cedido)      | Bélgica  | 2016      |
| F. C. Lausanne-Sport         | Suiza    | 2016-2017 |
| F. C. St. Gallen             | Suiza    | 2017-2019 |
| Grasshoppers                 | Suiza    | 2019-2020 |
| Espérance de Tunis           | Túnez    | 2020-2022 |
| Sanfrecce Hiroshima          | Japón    | 2022-2024 |
| Avispa Fukuoka               | Japón    | 2024-     |

## Palmarés

### Títulos nacionales
| Título                               | Club                | País  | Año  |
| ------------------------------------ | ------------------- | ----- | ---- |
| Copa de Suiza                        | Grasshoppers        | Suiza | 2013 |
| Championnat de Ligue Profesionelle 1 | Espérance de Tunis  | Túnez | 2021 |
| Supercopa de Túnez                   | Espérance de Tunis  | Túnez | 2021 |
| Copa J. League                       | Sanfrecce Hiroshima | Japón | 2022 |

### Títulos internacionales
| Título                        | Club (*)           | País    | Año  |
| ----------------------------- | ------------------ | ------- | ---- |
| Copa Mundial de Fútbol Sub-17 | Selección de Suiza | Nigeria | 2009 |

(*) Incluyendo la selección.

### Distinciones individuales
| Distinción                                           | Año  |
| ---------------------------------------------------- | ---- |
| Balón de Plata Copa Mundial de Fútbol Sub-17 de 2009 | 2009 |